# Braço do Norte
Braço do Norte es un municipio brasileño del estado de Santa Catarina. Tiene una población estimada al 2021 de 34 294 habitantes.

## Etimología
El nombre Braço do Norte (en portugués:Brazo norte), viene dado que la localidad actual se origina en la ocupación y asentamientos en las aguas altas del río Tubarão, actual río Braço do Norte, en el entonces municipio de São Ludgero.
Otros nombres históricos del municipio fueron: Guerrilha, Quadro do Norte y Collaçópolis. Por ley en 1928, el municipio adoptó el nombre actual.

## Historia

### Habitantes primitivos
Entre la costa y la sierra vivían los pueblos: Bugre, Xokleng, Botocudos y aweikomas.

### Colonia Espontánea de Braço do Norte
El establecimiento del actual municipio se remonta al desplazamiento de colonos alemanes provenientes de la Colônia Teresópolis, denominada Colônia Espontânea do Braço do Norte, colonia espontánea, se estableció en 1873 con 52 familias alemanas. 

### Municipio
Se estableció como municipio el 22 de octubre de 1955, desligándose de Tubarão. Del actual municipio se formó en 1958 el municipio de Río Fortuna, y en 1962 Santa Rosa de Lima y São Ludgero.